# Bröllopet mellan Carl XVI Gustaf och Silvia Sommerlath
Bröllopet mellan Carl XVI Gustaf och Silvia Sommerlath ägde rum den 19 juni 1976, efter att förlovningen eklaterades på Kungliga slottet den 12 mars samma år. Vigseln skedde i Storkyrkan, och vigselförrättare var Svenska kyrkans dåvarande ärkebiskop Olof Sundby.

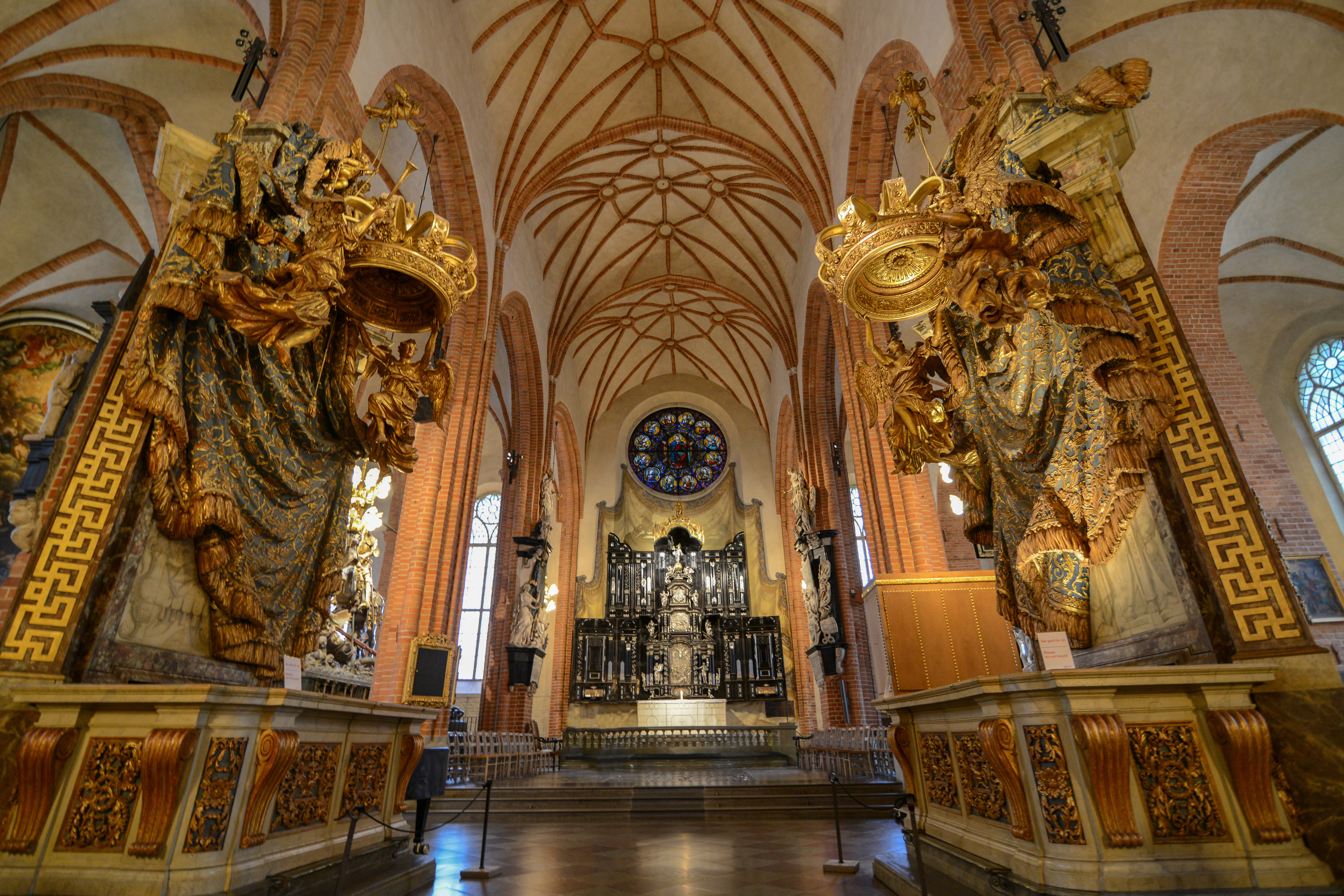
Storkyrkan, interiörbild (2014).

Carl XVI Gustaf blev då den förste kung i Sverige som gifte sig som regerande kung sedan Gustav IV Adolf 1797.

## Förlopp

### Operagalan
Popgruppen Abba gjorde världspremiär på låten "Dancing Queen" i en TV-sänd gala på Kungliga Operan dagen innan bröllopet. Låten var inte skriven för bröllopet, men det var ett bra tillfälle att offentliggöra den. Vid det här tillfället tillägnades den Silvia Sommerlath som Sveriges blivande drottning.

### Vigseln
Tidigt på bröllopsdagens morgon hade Erik XIV:s och Lovisa Ulrikas kronor hämtats i Skattkammaren. Kronorna fördes till Storkyrkan och placerades på mörkblåa hyenden till höger respektive vänster sida om altaret.
Vid bröllopet var brudgummen klädd i svenska flottans uniform m/1948 med graden amiral (4-stjärnig), till vilken han bar Serafimerorden och Vasaordens kedjor, Svärdsordens halskors samt kraschaner för Serafimerorden och Förbundsrepubliken Tysklands förtjänstorden. Bruden bar en brudklänning inhandlad hos Dior i Paris, skapad av Marc Bohan, med ett släp som bars av två lakejer. Till denna bar hon samma kamédiadem som prinsessan Birgitta burit vid sitt bröllop. Som förlovningsring bar Silvia Sommerlath den diamantring, som en gång var prinsessan Sibyllas.
I kyrkan fanns 1 200 särskilt inbjudna gäster, däribland många statschefer och regerande monarker. Finlands president Urho Kekkonen fanns på hedersplats bredvid brudens föräldrar, Walther och Alice Sommerlath. Vita syrener smyckade kyrkan, och den för tillfället särskilt framtagna röda rosen Queen Silvia. Brudbuketten innehöll vita orkidéer, ett par kvistar jasmin, liljekonvalj samt doftranka.
Ärkebiskop Olof Sundby assisterades i vigselförrättningen av överhovpredikanten Hans Åkerhielm och teologie professor Dr. Ernst Sommerlath, brudens farbror. Domkyrkoorganist Gotthard Arnér framförde musik på orgel och övrig musik utfördes av Sveriges Radios symfoniorkester, under ledning av dirigent Gustaf Sjökvist.

### Kortege
Efter att vigseln avslutats färdades det nygifta kungaparet i en öppen kalesch från hovstallet i kortege genom Stockholms gator. Framme på Skeppsholmen gick kungaparet ombord på kungaslupen Vasaorden och de färdades över Stockholms ström förbi svenska och gästande utländska örlogsfartyg till Logårdstrappan på Skeppsbron. Ståthållaren Sixten Wohlfahrt hälsade där kungen och drottningen välkomna till Stockholms slott.
Bröllopsbilden på brudparet togs av hovfotograf Lennart Nilsson.

### Bröllopslunch
Bröllopslunch, komponerad av hovtraktör Werner Vögeli, hölls i Vita havet på slottet, där prins Bertil var värd och i ett personligt tal hälsade han drottning Silvia välkommen till kungafamiljen och Sverige. Det serverades geléad consommé med kaviar, inbakad laxfärsmousse, kall skogsduva med gåslever och chaud-froidsås och färska smultron med vaniljglass med vispgrädde. 300 gäster var inbjudna. Lunchen TV-sändes för en mångmiljonpublik världen över som en modern form av publik spisning.

### Bröllopsresa
Efter bröllopet åkte brudparet på bröllopsresa. Den tog dem först till Hawaii och därefter till delar av Afrika, inklusive Kenya, Moçambique och Botswana.